# علم الأرجنتين (فلم)
علم الأرجنتين (بالإسبانية: La Bandera Argentina) هو فيلم قصير صامت من عام 1897، أخرجه وأنتجه يوجينيو بي، وكان يعد لمدة طويلة أول فيلم يتم إنتاجه في تاريخ السينما الأرجنتينية.

## الفيلم
للفيلم أهمية تاريخية كبيرة في تاريخ السينما الأرجنتينية، تم إنتاجه وتصويره من طرف المهاجرين الأوروبيين في بوينس آيرس، فمباشرة بعد عرض أفلام الأخوين لوميير في 18 يوليو 1896 بمسرح أوديون، قام بعض المهاجرين باستيراد أجهزة السينماتوغراف للمتاجرة بها بعد تزاد الطلب عليها من طرف الطبقة الأرستقراطية الأرجنتينية والأوروبية، فقام الفرنسي يوجين بي بالخطوة التي ظلت لعقود تعتبر الأولى في تاريخ السينما الأرجنتينية، فصور وعرض فيلمه علم الأرجنتين سنة 1897.
من خلال التعليقات الصحفية المحتفية بالفيلم بعد عرضه للجمهور حينذاك يمكننا وصفه بأنه عبارة عن فيلم قصير مدته ثلاثة دقائق، صامت وبلا ألوان، يستعرض العلم الأرجنتيني في ساحة ثورة مايو أمام القصر الرئاسي كاسا روسادا بالعاصمة بوينس آيرس، وهو فيلم مفقود حاليا.

## أهميته
تكمن أهمية هذا الفيلم في كونه ظل يعتبر لمدة طويلة أول فيلم في تاريخ السينما الأرجنتينية، إلا أنه في الواقع يأتي في الصف الرابع في التسلسل الزمني، وذلك لأنه تم تصوير وعرض ثلاثة أفلام قصيرة في 24 نوفمبر 1896 في بوينس آيرس من قبل الألماني فيديريكو فينر، وعرفت بأسمائها: «مناظر من باليرمو»، «شارع مايو»، و«ساحة مايو».
وجدير بالذكر أن الأفلام الأولى في التاريخ كانت صامتة وقصيرة المدة، وذات طابع وثائقي، ترصد منظرا أو حدثا مستمرا في الزمن لغياب تقنيات المونتاج حينها. وفيلم علم الأرجنتين حظي بالتكريم التاريخي والأهمية عن أفلام فينر بسبب عنوانه وأهميته الوطنية.